# Coleman Company, Inc.
Coleman Company, Inc. — американский бренд товаров для отдыха на природе и кемпингового снаряжения, в настоящее время принадлежащий Newell Brands. Штаб-квартира компании находится в Чикаго, производственные мощности расположены в Уичите, Канзасе и Техасе. В штате компании приблизительно 4000 сотрудников. Среди производимой продукции — переносные печи, фонари, холодильники, спальные мешки, походные стулья и укрытия.

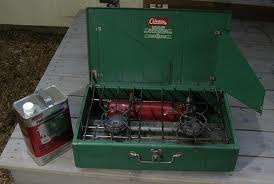
Газовая плита от Coleman Company

## История
Компания основана в 1901 году Уильямом Коффином Коулменом, он начал с продажи бензиновых ламп в Уичите.
В 1905 году компания провела рекламу во время футбольного матча 1905 года Cooper против Fairmount (ныне Sterling College и Wichita State University). Газовые лампы Coleman были предоставлены для проведения первого ночного футбольного матча к западу от реки Миссисипи.
Во время Второй мировой войны, Coleman представили карманную переноснальную, горелку GI под давлением работающую на жидком топливе. Более миллиона солдат екиперовались данным прекрасным изобретением.

В 1996 году компания приобрела French Campingaz.

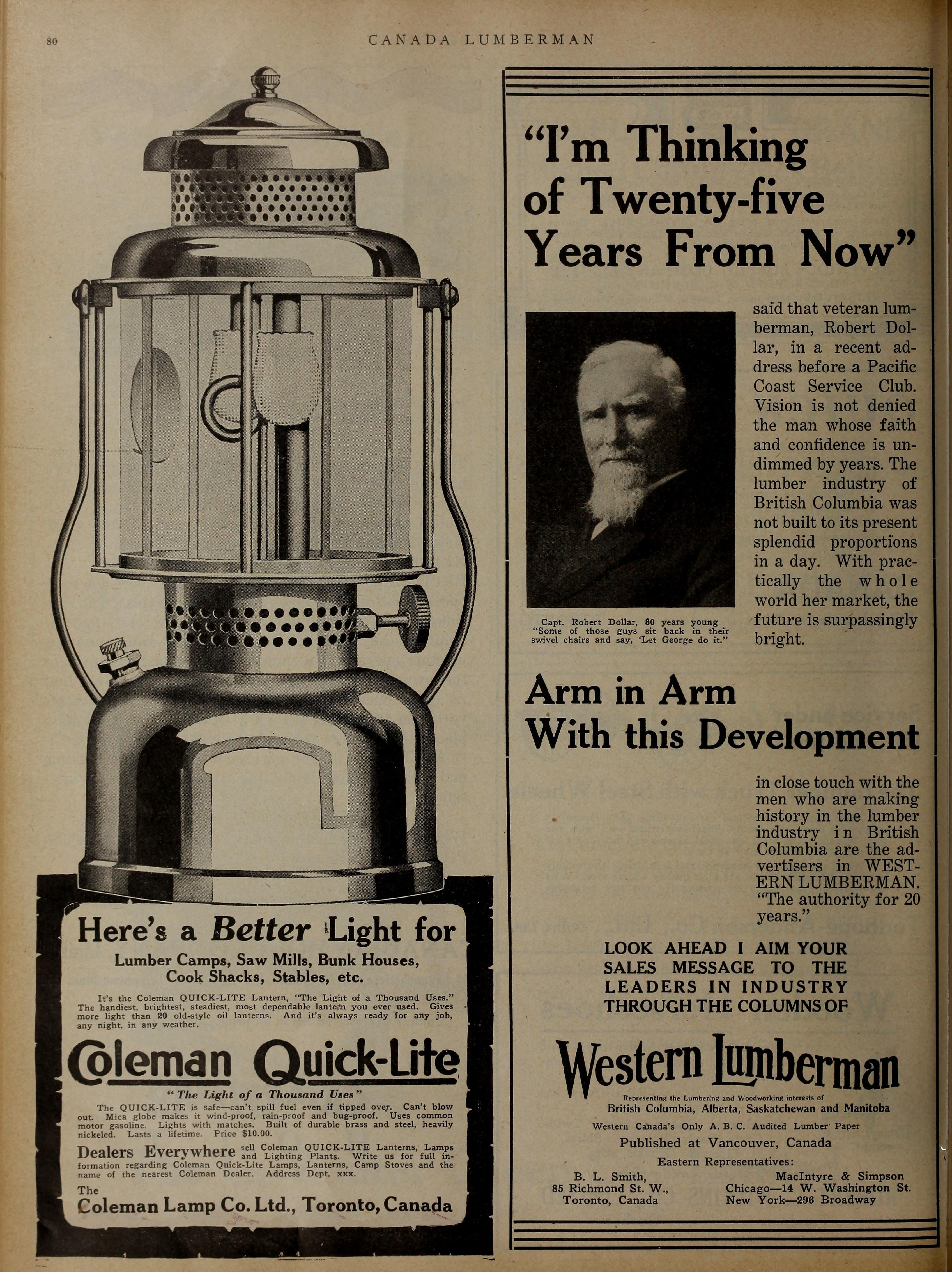
Канадская реклама, Газовой лампи, компании Coleman 1923 год.

В сентябре 2004 года Jarden приобрела American Household, которая была частной материнской компанией Coleman, а также других брендов, таких как Sunbeam Products, за 745,6 млн долларов наличными.
В декабре 2015 года Newell Brands приобрела бренд Coleman путем приобретения Jarden за 13,2 млрд долларов.

## Продукция
Компания имеет множество подразделений которые ответственны за определенные направления.
Coleman Heating and Air Conditioning, занимаеться продажей домашнего отопления и кондиционерных устройств, принадлежит Johnson Controls и использует название и логотип Coleman по лицензии.
Coleman производит квадроциклы и мини-байки под брендом Coleman Powersports.